# Гришоти (Мачерата)
Гришоти насеље је у Италији у округу Мачерата, региону Марке.
Према процени из 2011. у насељу је живело 20 становника. Насеље се налази на надморској висини од 601 м.